# NGC 441

NGC 441

NGC 441 هي مجرة تتبع كوكبة معمل النحات. اكتشفها جون هيرشل في 27 سبتمبر 1834.

## روابط خارجية
- NGC 441 على موقع ويكي سكاي: DSS2, SDSS, GALEX, IRAS, Hydrogen α, X-Ray, Astrophoto, Sky Map, Articles and images